# Шенгелая, Леон Андреевич
Леон Андреевич Шенгелая (груз. ლეონ (ლეო) შენგელაია, 1887, Обуджи, Зугдидский уезд — 3 октября 1937) — грузинский политик, член Учредительного собрания Грузии (1919—1921).

## Биография

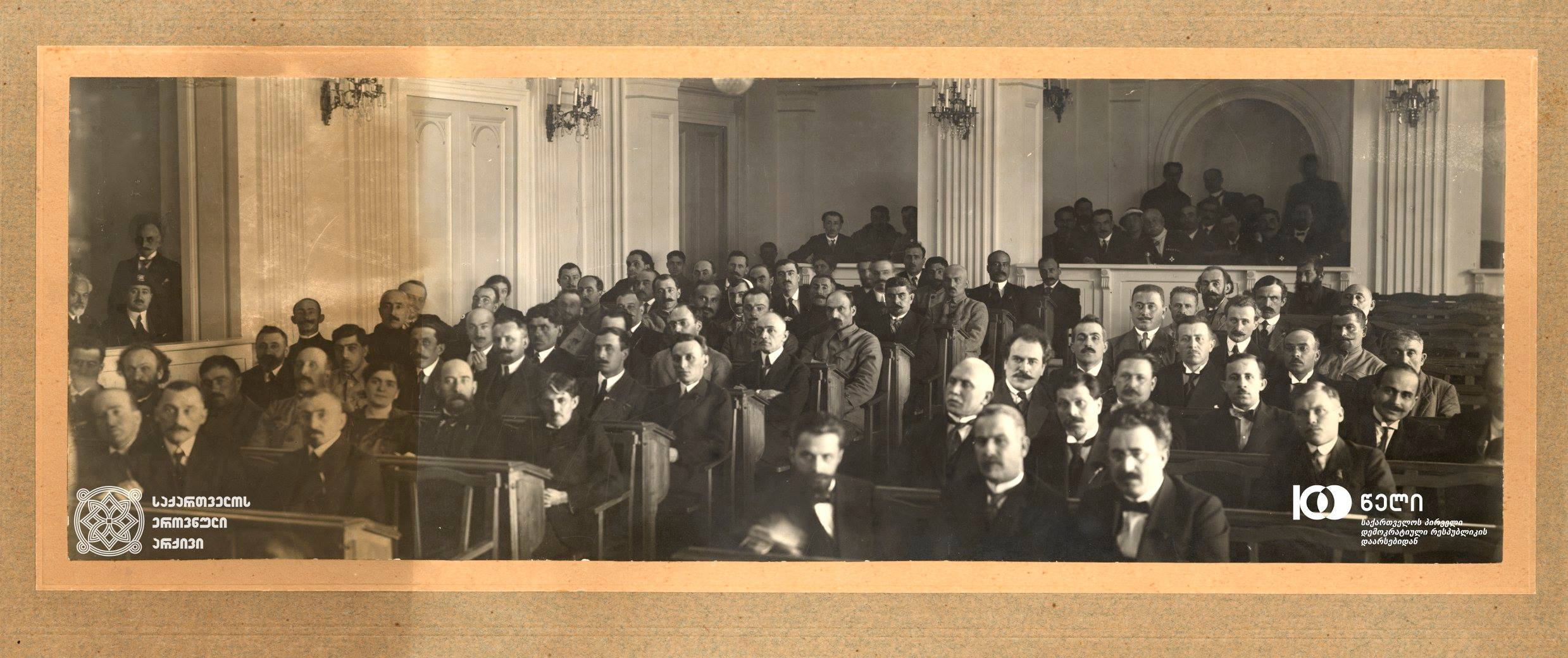
Учредительное собрание Грузии. Шенгелая, левая сторона, задние ряды

Окончил юридический факультет университета.
Член социал-революционной партии (эсер) с 1908 года.
В 1917 году выступил одним из организаторов Свободной гимназии, в совете которой работал сам. С 1917 года был редактором центрального органа эсеровской партии; публиковал статьи по аграрным вопросам. В ноябре 1917 года был избран членом Национального совета Грузии. 26 мая 1918 года подписал Декларацию независимости Демократической Республики Грузия. В 1918 году избран членом парламента Демократической Республики Грузии.
12 марта 1919 года избран депутатом Учредительного собрания Республики Грузия; член трудового, аграрного и рекомендательного комитетов.
С 1922 года редактировал обновленное партийное печатное издание. 20 марта 1922 года в Тифлисе состоялся третий съезд грузинской эсеровской партии. На съезде произошёл раскол. Представители левого крыла исключили Иосифа Гобечию, Ивана Лордкипанидзе и Илью Нуцубидзе из партии. Был избран новый центральный комитет, в который вошли Лев Шенгелая и Иван Гобечия.
Работал в Музее революции Грузии (до 28.08.1936 года).
Арестован 22 июля 1937 года по обвинению в руководстве антисоветской контрреволюционной организацией. Военной коллегией Верховного суда СССР 2 октября 1937 года приговорён к высшей мере наказания. Расстрелян.
Реабилитирован Верховным судом Грузии 8 февраля 1957 года.

## Известные адреса
Тбилиси, ул. Пурцеладзе, 16